# Rada Peak
Rada Peak är en bergstopp i Antarktis. Den ligger i Västantarktis. Chile gör anspråk på området. Toppen på Rada Peak är 4 001 meter över havet.
Terrängen runt Rada Peak är huvudsakligen mycket bergig. Trakten är obefolkad. Det finns inga samhällen i närheten. 